# 山輕站

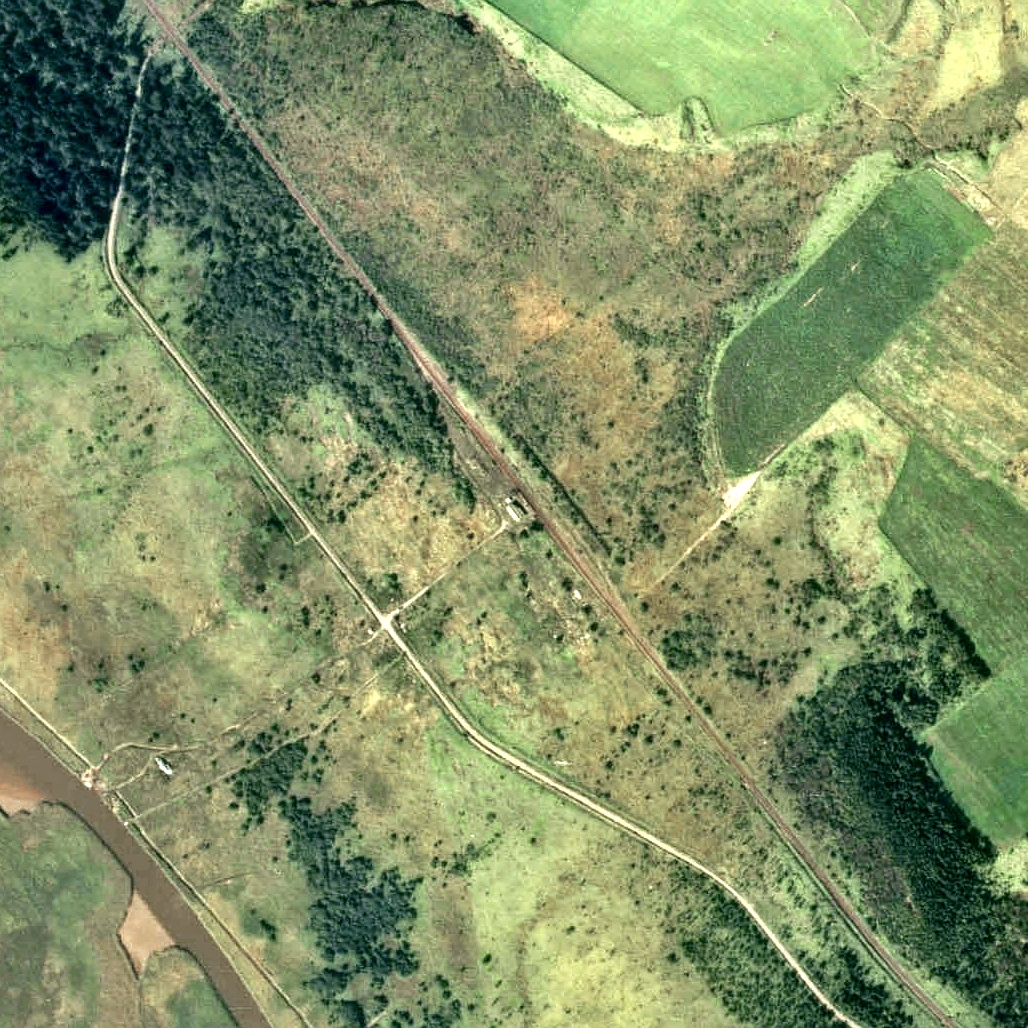
1977年山輕站與周邊約1公里範圍。左上方為南稚內方向。圖中已經為無人化後的姿態，車站已經只有1面1線的月台。曾經設有2面2線的月台，在車站大樓旁邊設有貨物月台。車站後方設有副本線和堆場。在圖中可看周邊完全沒有構造物。當時車站還有木製車站大樓，在後年更換為預製組份的候車室。

山輕站（日语：／ Yamagaru eki */?）是位於北海道枝幸郡濱頓別町字山輕，北海道旅客鐵道（JR北海道）的天北線車站（廢站）。隨著天北線廢線，車站在1989年（平成元年）5月1日廢除。

## 歷史
車站位於屈茶路湖大沼和小沼之間的運河附近，站前靠近河流一方形成了村落。舊國道是從海邊通過平這平交道前往站前，然後再次通過另一平交道回到海邊。在屈茶路湖周邊曾經開拓樹林。後來戰爭結束後，由於面對糧食問題，因此開拓農地，使車站附近人口增加。後來由於木材需求低迷和周邊的氣候不適合農業。在昭和40年代經濟急速發展後立刻人口減少。在該村落中，除了靠近國道的奶農家外，全部變成無人地帶。在1971年（昭和46年）度，當年度的上下車人次（1971年4月1日至1972年3月31日的上下車人次總數）為0人。
- 1919年（大正8年）11月1日 - 鐵道院宗谷本線濱頓別站至淺茅野站之間開通，此站啟用[1]。當時為一般車站[1]。
- 1930年（昭和5年）4月1日 - 音威子府站至稚內站之間的路段改名為北見線，成為北見線車站。
- 1949年（昭和24年）6月1日 - 日本國有鐵道成立，成為日本國有鐵道車站。
- 1961年（昭和36年）4月1日 - 路線改名為天北線，成為天北線車站。
- 1969年（昭和44年）2月1日 - 終束處理貨物和行李業務[1]。同時成為無人車站[1]。
- 1987年（昭和62年）4月1日 - 伴隨國鐵分割民營化，車站由北海道旅客鐵道（JR北海道）營運[1]。
- 1989年（平成元年）5月1日 - 天北線全線廢除，此站也廢除[1]。

## 車站構造
截至車站廢除前，車站是一座地面車站，設有1面1線的單式月台。月台位於路軌西邊（南稚內方向的列車會開啟左邊車門）。站內沒有轉轍器。曾經此站設有2面2線的相對式月台，當時可進行列車交會。
此站是無人車站。在有人車站時代存在的車站大樓已經撤走，月台上設有兩座候車室。月台使用泥土堆高，可容納1架柴油列車。

## 站名的由來
車站名稱取自地名。地名在阿伊努語為「ヤムワッカル（yam-wakka-ru）」，其意思為「冷凍・水・道」。

## 使用狀況
| 乘車人次變化 | 乘車人次變化 |
| 年度         | 1日平均人次  |
| ------------ | ------------ |
| 1934         | 15           |
| 1951         | 25           |
| 1961         | 30           |
| 1965         | 27           |
| 1971         | 0            |
| 1981         | 1            |

## 車站周邊
車站附近有廣寬的荒野和草地。
- 國道238號（日语：国道238号）（鄂霍次克線）
- 鳥類觀測中心[5]
- 屈茶路湖 - 車站西方約0.6公里[2]。天鵝著陸地。
- 宗谷巴士（日语：宗谷バス）天北宗谷岬線（日语：天北線 (宗谷バス)）「山輕」巴士站

## 現況
車站周邊的路軌，從濱頓別站至猿拂站之間建設了「北鄂霍次克單車徑」。
截至2001年（平成13年），單車徑旁還有月台、站名牌和候車室。候車室變成了騎單車人士的休息站。截至2010年（平成22年）都是同樣。候車室在2001年當時已經荒廢了，沒有門口。玻璃破碎並散落在室內，散發出建築材料的腐爛氣味。此外站前廣場設置了廢車，影響景觀。截至2017年（平成29年）6月，由於有熊出没，因此單車徑一段區間（濱頓別站蹟－安別站蹟間之）禁止進入。

## 相鄰車站
北海道旅客鐵道（JR北海道）
天北線
濱頓別－山輕－安別
曾經濱頓別站至此站之間設有北頓別臨時乘降場（日语：／），啟用日期不詳，1967年（昭和42年）10月1日廢除。

## 注腳
1. 1 2 3 4 5 6 7 8  石野哲（編）. . JTB. 1998: 906. ISBN 978-4-533-02980-6 （日语）.
2. 1 2 3  宮脇俊三 (编). . 原田勝正. 小學館. 1983-7: 189. ISBN 978-4093951012 （日语）.
3. ↑   (PDF). アイヌ語地名リスト. 北海道 環境生活部 アイヌ政策推進室. 2007  [2017-10-19]. （原始内容存档 (PDF)于2018-05-13） （日语）.
4. ↑  浜頓別町史編集委員会 (编). . 北海道出版企画センター. 1995-3. ISBN 978-4832895010 （日语）.
5. ↑  . 地勢堂. 1980-3: 17 （日语）.
6. 1 2  宮脇俊三 (编). . JTB Can Books. JTB出版. 2001-7: 40–42. ISBN 978-4533039072 （日语）.
7. ↑  今尾惠介 (编). . JTB出版. 2010-3: 18. ISBN 978-4533078583 （日语）.